# Pont Vermell (frontera)
El Pont Vermell (en àzeri: Qırmızı Körpü ; en georgià:წითელი ხიდი), és un pont de carretera transfronterer entre Geòrgia i l'Azerbaidjan, que connecta Tbilisi amb Ganja. El pont arcat que creua el riu Khrami està fet de maons vermells, i està situat en la zona neutral entre els guàrdies fronterers i un punt de cruïlla de frontera. Va ser construït principalment en el segle xvii. El Pont Vermell es va usar diàriament fins a 1998, quan es va completar la construcció d'un pont nou i molt més gran en el marc dels projectes TRACECA (Corredor de Transport Europa-Cáucaso-l'Àsia).

## Història

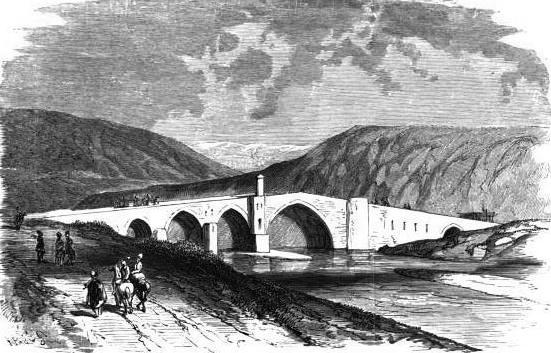
Dibuix del Pont Vermell de 1859.

En aquest lloc, a 95 metres del Pont Vermell, n'hi havia un antic pont del segle xii que creuava el riu Khrami. El que es coneix com el «Pont Trencat», les seves ruïnes s'han conservat a les dues riberes aigua amunt del riu.
El Pont Vermell va ser construït al voltant de 1647, sota el govern del rei Rostom] Va ser de gran importància per al desenvolupament econòmic i polític de Geòrgia.
L'àrea del pont també s'ha constituït a vegades, en un camp de batalla. El 7 de setembre de 1795, un gran exèrcit d'Agha Muhàmmad Khan Qajar es va enfrontar a 200 soldats georgians del rei Irakli II en el pont. Els defensors del pont es van veure obligats a retirar-se.
Al febrer de 1921, els combatents georgians es van enfrontar amb unitats de l'Exèrcit Roig en aquest pont. Els soviètics van ocupar el pont i van atacar Tbilisi.
Al llarg de la dècada de 1990 n'hi va haver un gran mercat en la zona neutral, realitzat per àzeris des de l'àrea de Marneuli de Geòrgia. A la primavera de 2006, els georgians van tancar el mercat com a part de la seva campanya contra el contraban.
Al 2012, per decret presidencial, el Pont Vermell va ser reconegut com a indret del patrimoni cultural destracat de Geòrgia.

## Descripció
El pont té 175 m de longitud, 10-12 m d'alt, i de 4.3 m a 11.7 m d'amplada. El pont arcat té 4 arcs amb les següents mides: 8.2 + 16.1 + 8 + 26.1 m. Està realitzat amb maons vermells de 22 x 22 x 4 cm.
Es van construir dos llocs de vigilància entre els pilars del pont, amb una àrea total de 300 metres quadrats.